# Oum El Djalil
Oum El Djalil est une commune de la wilaya de Médéa en Algérie.

## Géographie
La commune est située à environ 152 km au sud-ouest d'Alger et à 78 km au sud de Médéa et à environ 12 km à l'ouest de Ksar El Boukhari et à 112 km au sud-est d'Aïn Defla  et à 90 km au nord-est de Tissemsilt et à 159 km au nord-ouest  de Djelfa.
| Ouled Antar | Boghar        |                  |
| Sebt Aziz   | Oum El Djalil | Ksar El Boukhari |
| Sebt Aziz   | Boughezoul    |                  |